# Heavy metal
 For alternative betydninger, se Metal (flertydig). (Se også artikler, som begynder med Metal)
 Denne artikel omhandler en musikgenre. Opslagsordet har også en anden betydning, se Heavy Metal (film).
Heavy metal (også blot kaldet metal) er en rockgenre, som blev udviklet i slutningen af 1960'erne og begyndelsen af 1970'erne. Med rødder i blues rock og psykedelisk rock udviklede heavy metal-grupperne en tyk, tung, guitar-og-tromme-centreret lyd, karakteriseret af højt forstærket forvrængning og hurtige guitarsoloer. Allmusic har skrevet at "af alle rock & roll's utal af former, er heavy metal den mest ekstreme hvad angår lydstyrke, mandestolthed og teatralskhed."
Selvom tidlige heavy metal-grupper som Black Sabbath og Deep Purple tiltrak et stort publikum, blev de ofte hånet af anmelderne, noget som har kendetegnet genren langt op i tiden. I midten af 1970'erne bidrog bl.a. Judas Priest til at udvikle genren ved at droppe en stor del af indflydelsen fra blues; New Wave of British Heavy Metal fulgte i et lignende spor og blandede musikken med en punk rock-følsomhed og et stigende fokus på hurtighed.
Heavy metal blev voldsomt populært i 1980'erne, da mange førhen ikke videre udbredte undergenrer begyndte at udvikle sig. Mere aggressive og ekstreme variationer end fortidens metalmusik var for det meste forbeholdt et undergrundspublikum; andre, deriblandt glam metal og, i en mindre udstrækning, thrash metal, blev kommercielle kassesucceser. I de senere år har stilarter som nu metal yderligere udvidet definitionen af genren.

## Egenskaber
Heavy metal er generelt kendetegnet ved høje, forvrængede guitarer, kraftige rytmer, tæt bas-og-tromme-lyd og energisk vokal. Metal-undergenrer fokuserer, ændrer eller udelader oftest en eller flere af disse egenskaber. Typisk består et band af en trommeslager, en bassist, en rytmeguitarist, en lead guitarist og en sanger, som nogle gange også spiller instrument. Akustisk keyboard var populært i tidlige metalbands – specielt orgel, og nogle gange mellotron – men i dag bruges de sjældent. Elektroniske keyboards bruges ofte i dag af grupper inden for flere stilarter, deriblandt progressiv metal, power metal og symfonisk metal.
Den elektriske guitar og den soniske kraft, som den udsender gennem forstærkning, er historisk set nøgleelementet i heavy metal. Guitarer spilles ofte med forvrængningspedaler gennem rørforstærkere med meget overdrive for at skabe en tyk, kraftfuld ("heavy") lyd. I starten af 1970'erne begyndte nogle populære metalgrupper at benytte to guitarister. Førende band som Judas Priest og Iron Maiden fulgte dette mønster ved at have to eller tre guitarister til at dele både lead- og rytmeguitarrollerne. Et centralt element i meget heavy metal er guitarsoloen. Efterhånden som genren udviklede sig, begyndte mere komplicerede soli og riffs at blive en uundværlig del af stilarten. Guitaristerne bruger sweep-picking, tapping og andre avancerede teknikker til at spille hurtigt, og mange undergenrer lægger vægt på virtuose opvisninger.
Guitarens hovedrolle i heavy metal kolliderer ofte med sangerens traditionelle "lederrolle", hvilket skaber en musikalsk spænding. Metalvokaler varierer bredt, fra Judas Priests Rob Halford og Iron Maidens Bruce Dickinsons multioktave, teatralske måde til Motörheads Lemmy og Metallicas James Hetfields bevidst grove stemmer, til den direkte skrigen fra Lamb of Gods Randy Blythe og At the Gates' Tomas Lindberg, til den tilstoppede, "besatte" stil, som bruges af black metal-sangere som Cradle of Filths Dani Filth. Basguitaren spiller en vigtig rolle i de fleste metalband og giver den lyd i den lave ende af skalaen, som er nødvendig for at gøre musikken "tung." Herudover er bassen ofte forvrænget og ændret af en række forskellige effektpedaler. Metalbassister bruger ofte plekter i stedet for deres fingre for at gøre bassen tydeligere. Metalsange har oftere bassoli end andre rockgenrer, specielt på de første par bånd. Trommesættet er generelt meget større end i nogen anden form for rockmusik. Bortset fra det normale sæt er der ofte en dobbelt stortromme, flere tamtam-trommer og bækkener og andre instrumenter som f.eks. koklokke.
Hvad angår livelyd betragtes lydstyrke som noget af det vigtigste. Ved at gå i Jimi Hendrix og The Whos fodspor, satte tidlige heavy metal-band nye grænser for lydstyrke. Tony Iommi, guitarist for pionererne Black Sabbath, er blandt den lange række heavy metal-musikere som har mistet en del af sin hørelse på grund af lydstyrken ved deres livekoncerter.

### Musikalsk sprog

#### Rytme og tempo
Det primære groove i heavy metal kan karakteriseres af korte to- eller trenodes rytmiske figurer – oftest bestående af ottende- eller sekstendedelsnoder. Disse rytmiske figurer spilles oftest staccato, hvor teknikker involverende dæmpning af rytmeguitaren med håndfladen ("palm muting") benyttes. Korte, pludselige og adskilte rytmiske figurer bindes sammen i rytmiske fraser i en særlig, ofte rykvis, struktur. Heavy metal-sange kan dog også anvende længere rytmiske figurer, såsom akkorder med varighed af en helnode eller en punkteret fjerdedel, især i sange med langsomt tempo, som f.eks. ballader, eller for at tilføje atmosfære og struktur med en guitarist, som lader en akkord klinge, mens en anden spiller hurtigere passager.

#### Akkorder
Et af genrens kendetegn er guitarens powerakkorder. Hvad angår teknikken er kraftakkorden forholdsvis enkel: Den involverer kun ét centralt interval, generelt en ren kvint, men en oktav kan tilføjes som en fordobling af grundtonen. Der bruges også andre former for kraftakkorder: Ofte erstattes den traditionelle kvint med et andet interval såsom en ren kvart, en lille eller terts, en formindsket kvint eller en lille sekst. Kraftakkorden gør det muligt at opnå høj forvrængning uden uønsket dissonans grundet det blot ene interval. Diverse kraftakkorder kan også spilles med en fastlåst fingerkombination, som let kan glide op og ned af gribebrættet.

#### Typiske harmoniske forhold
Heavy metal er oftest riff-baseret. Riff skabes ofte med tre centrale harmoniske egenskaber: modal skala-progressioner, tritonus- og kromatiske progressioner og brugen af orgelpunkt. Grundlaget for riffs er ostinater, ofte med inspiration fra klassisk musik.

##### Modalharmonik
Traditionel heavy metal bruger ofte modale skalaer, især skalaerne i tonearterne æolisk og frygisk. Harmonisk betyder dette, at genren typisk indarbejder modalakkordrækker såsom de æoliske I-VI-VII, I-VII-(VI) og I-VI-IV-VII eller de frygiske der medtager relationen mellem I og ♭II (I-♭II-I, I-♭II-III og I-♭II-VII for eksempel). Blandt eksempler er Judas Priests "Breaking the Law", Iron Maidens "Hallowed be Thy Name" og Accepts "Princess of the Dawn", som hver især bruger en I-VI-VII-progression som centralt riff.

##### Tritonus og kromatik
Mange heavy metal-undergenrer benytter sig af spændt harmoni, såsom kromatik eller tritonusforhold. Tritonus, som er et interval som strækker sig over tre heltoner – f.eks. C og F# –, er en af de grundlæggende fremstillinger af dissonans i vestlig musik. Tritonus blev bandlyst fra den middelalderlige kirkesang på grund af dens dissonante lyd, som fik munke til at kalde den diabolus in musica – "djævlen i musikken" (ikke at forveksle med thrash metal-bandet Slayers album af samme navn). På grund af den oprindelige symbolske associering, blev den efterhånden opfattet som "ond" i den vestlige kultur. I dag tolkes intervallet stadig som givende en "tung", "uhyggelig" eller "ond" lyd. Heavy metal har gjort meget brug af diabolus in musica på grund af denne bibetydning; den bruges ofte i guitarsoli og riff, f.eks. i begyndelsen af "Black Sabbath", hovedsangen på bandets debutalbum.

##### Orgelpunkt
Heavy metal gør ofte brug af orgelpunkt som en harmonisk base. Et orgelpunkt er en tone, oftest i basregistret, der vedholdes, mens de andre dele spiller mindst én fremmed (dvs. dissonant) harmoni. Heavy metal riffs opbygges ofte over en vedvarende gentaget tone, som spilles på bassens eller rytmeguitarens dybe strenge, oftest på E, A og D strengene. Med andre ord gentages en enkelt bastone – oftest på den dybe E-streng eller A-strengen – mens nogle andre akkorder spilles efter hinanden, deriblandt akkorder, som ikke normalt omfatter den bastone. Et eksempel er åbningsriffet i Judas Priests "You've Got Another Thing Comin'." I dette tilfælde spiller en guitar orgelpunkt i F#, mens den anden guitar spiller akkorderne.

#### Klassisk indflydelse
Anvendelsen af klassisk musik inden for heavy metal omhandler typisk musikalske elementer associeret med barokkens og romantikkens samt flere modernistiske komponister såsom Johann Sebastian Bach , Niccolò Paganini, Richard Wagner, Ludwig van Beethoven, Béla Bartók og Igor Stravinsky. Tritonus blev for eksempel allerede udforsket pga. dens mørke bibetydninger af romantikere som Franz Liszt og klassiske komponister fra det 20. århundrede som Bartók, Stravinsky og Arnold Schönberg. Deep Purple-/Rainbow-guitarist Ritchie Blackmore begyndte i starten af 1970'erne at eksperimentere med musikalske becifringer lånt fra klassisk musik.[kilde mangler] I 1980'erne kiggede guitaristerne Randy Rhoads og Uli Jon Roth på samme måde tilbage til starten af det 18. århundrede for at finde modeller med hurtighed og teknik.[kilde mangler] Yngwie Malmsteen, som ligeledes trak på klassisk musik, har inspireret en stor mængde af musikere til at spille neoklassisk metal, heriblandt Michael Romeo, Michael Angelo Batio og Tony MacAlpine.[kilde mangler]
På trods af at mange metalmusikere har omtalt klassiske komponister som deres inspirationskilde, betragtes heavy metal ikke som en moderne efterkommer af klassisk musik. Som mange anmeldere og analytikere har skrevet, låner heavy metal-musikere kun overfladiske aspekter af klassisk musik, såsom motiverne, melodierne og skalaerne. Heavy metal-bands, deriblandt progressiv- og neoklassisk metal-bands, prøver generelt ikke at observere klassisk musiks grundlæggende kompositionsmæssige og æstetiske krav. Klassisk musik er kunstmusik, hvorimod heavy metal er populærmusik. Musikere som f.eks. nævner Bach som inspiration gør sjældent brug af det avancerede kontrapunkt, som var centralt i Bachs værker. Derudover bryder den massive brug af powerakkorder de regler om harmoni, som var centrale i den klassiske musiks æstetik.

### Temaer
Blandt ofte brugte temaer i heavy metal-tekster er sex, vold, fantasi, krig og det okkulte. Mange heavy metal-teksters seksuelle natur, som kan spores fra Led Zeppelin til de aktuelt populære metalbands, stammer fra genrens rødder i bluesmusikken. Heavy metal sange har ofte fremmedartede, fantasiinspirerede sangtekster. Iron Maidens sange er for eksempel ofte inspireret af mytologi, fiktion og poesi, med "Rime of the Ancient Mariner," baseret på Samuel Taylor Coleridge digt af samme navn, som et godt eksempel. Blandt andre eksempler er Black Sabbaths "The Wizard", Megadeths "The Conjuring" og "Five Magics" og Judas Priests "Dreamer Deceiver". Andre kunstnere indenfor genren baserer deres tekster på krig, atomkrig, miljøproblemer og politisk eller religiøs propaganda. Som eksempler kan nævnes Black Sabbaths "War Pigs," Ozzy Osbournes "Killer of Giants," Metallicas "Fight Fire With Fire", Iron Maidens "2 Minutes to Midnight" og "For the Greater Good of God," Accepts "Balls to the Wall" og Megadeths "Peace Sells." Døden er et dominerende tema i heavy metal og er ofte til stede i sangteksterne hos så forskellige band som Black Sabbath, Slayer og W.A.S.P.
I lighed med megen anden populærmusik spiller visuelle billeder en stor rolle i heavy metal. Et heavy metal-bands omdømme er forbundet med det tematiske indhold i deres sangtekster og udtrykkes på bandets pladeomslag, scenedekorationer, tøjstil og bandlogoer såvel som deres musik.
Heavy metals tematiske indhold har længe været udsat for massiv kritik. Musikanmeldere har ofte kaldt sangteksterne og billederne for banale, og andre har protesteret over for det, de ser som en støtte til misogyni og det okkulte.

### Fysiske fagter
Visse kropsbevægelser bliver ofte udført ved heavy metal-koncerter, deriblandt headbanging, moshing og diverse håndbevægelser som den kendte corna, som blev gjort kendt af sangeren Ronnie James Dio, mens han var i Black Sabbath og Dio. Gene Simmons fra Kiss har påstået, at han var den første der lavede en corna til en koncert. Stagediving, luftguitar og crowd surfing praktiseres også.

## Historie

### Forhistorie (midten af 1960'erne)
Amerikansk bluesmusik havde stor indflydelse på de tidlige britiske rockmusikere. Grupper som The Rolling Stones og The Yardbirds indspillede coverversioner af mange klassiske bluessange med brug af elektrisk guitar, hvor mange af originalerne havde brugt akustisk , og nogle gange satte de også tempoet op. Efterhånden som de eksperimenterede med musikken, udviklede de britiske bluesbaserede band – og de amerikanske band som de inspirerede – det som ville blive heavy metals kendetegn: Kernen var en høj, forvrænget guitarstil bygget op omkring kraftakkorder. The Kinks spillede en stor rolle i udbredelsen af denne lyd med deres hit "You Really Got Me" fra 1964. Et betragteligt bidrag til den nye guitarlyd kom fra feedback af den nye generation af forstærkere. Ud over The Kinks' Dave Davies eksperimenterede andre guitarister såsom The Whos Pete Townshend og The Tridents' Jeff Beck med feedback. Hvor blues-rock-trommestilen hovedsagelig startede som simple slag på små sæt, begyndte trommeslagere at bruge en mere muskuløs, avanceret og forstærket fremgangsmåde for at kunne måle sig lydmæssigt med den meget høje guitar. Sangere ændrede på samme måde deres teknikker og stolede i højere grad på elektronisk forstærkning af deres stemme og blev ofte mere stiliserede og dramatiske.
Kombinationen af blues-rock og psykedelisk rock dannede meget af grundlaget for heavy metal. Et af de mest indflydelsesrige band i blandingen af genrerne var trioen Cream, som skabte en massiv, tung lyd fra unisone riffs mellem guitaristen Eric Clapton og bassisten Jack Bruce, såvel som Ginger Bakers dobbelte bastrommeri. Deres første to lp'er, Fresh Cream (1966) og Disraeli Gears (1967), betragtes som prototyper for den fremtidige musikstil. The Jimi Hendrix Experiences debutalbum, Are You Experienced (1967), fik også stor indflydelse. Hendrix' virtuose teknik blev senere efterlignet af mange metalguitarister, og albummets mest kendte nummer, "Purple Haze," kaldes af nogle det første heavy metal-hit nogensinde.

### Oprindelse og tidlig popularitet (sene 1960'ere – tidlige 1970'ere)
I 1968 begyndte den lyd som senere ville blive heavy metal langsomt at opstå. Mange peger på Blue Cheers coverversion af Eddie Cochrans klassiker "Summertime Blues," udgivet i januar 1968, som den første sande heavy metal-sang. Samme måned udgav Steppenwolf sit første album, som bl.a. indeholdt "Born to Be Wild", hvis tekst indeholdt linjerne "I like smoke and lightning, Heavy metal thunder". I juli udkom endnu to epokegørende plader: The Yardbirds "Think About It" – B-side af bandets sidste enkeltnummer – hvor guitaristen Jimmy Page viste den metallyd, han snart efter ville gøre kendt; og Iron Butterflys In-A-Gadda-Da-Vida, med dens 17 minutter lange titelnummer, som også kan kaldes det første heavy metal-album nogensinde. I august kom The Beatles med deres singleversion af "Revolution" med guitar- og trommelyd, til at sætte nye standarder for forvrængning blandt den kommercielle "elite". The Jeff Beck Group, hvis leder havde været guitarist i The Yardbirds før Page, udgav deres debutalbum samme måned: Truth er endnu en kandidat til at være det første heavy metal-album nogensinde. I oktober havde Pages nye gruppe, Led Zeppelin, sin livedebut. The Beatles' såkaldte White Album, som også udkom den måned, indeholdt bl.a. "Helter Skelter", som havde en af de mest heavy metal-agtige introer, der hidtil havde været udgivet af et stort band. I januar 1969 blev Led Zeppelins debutalbum Led Zeppelin udgivet og blev nummer ti på Billboard albumhitlisten. I juli spillede Zeppelin og Grand Funk Railroad (en Cream-inspireret trio med en mere rå lyd) på Atlanta Pop Festival. Den følgende måned spillede en anden Cream-inspireret krafttrio, Mountain, en time lang koncert på Woodstock Festival. I efteråret blev Led Zeppelin II nummer 1, og albummets single "Whole Lotta Love" blev nummer 4 på Billboard poplisten. Metalrevolutionen var på vej.
Led Zeppelin definerede centrale aspekter af den fremdukkende genre med Pages meget forvrængede guitar og sanger Robert Plants dramatiske, jamrende vokal. Andre band, med en mere konstant tung, "pure" metallyd, ville vise sig at være lige så vigtige for kodificeringen af genren. Black Sabbaths Black Sabbath og Paranoid og Deep Purples Deep Purple in Rock fra 1970 var vigtige udgivelser for denne udvikling. Black Sabbath havde udviklet en specielt tung lyd, delvis på grund af en arbejdsulykke, guitarist Tony Iommi havde haft før han stiftede bandet. Siden han var ude af stand til at spille normalt måtte Iommi tune sin guitar ned for at lette presset på fingrene, samt bruge de relativt nemme powerakkorder. Deep Purple havde varieret mellem forskellige stilarter i deres tidlige år, men i 1969 havde sanger Ian Gillan og guitarist Ritchie Blackmore ført bandet mod en udvikling inden for heavy metal. I 1970 havde Black Sabbath og Deep Purple store hit i Storbritannien med hhv. "Paranoid" og "Black Night". Samme år udgav tre andre britiske band deres heavy metal-debutalbum: Uriah Heep med Very 'eavy... Very 'umble, UFO med UFO 1 og Black Widow med Sacrifice. Wishbone Ash, som ellers ikke normalt associeres med metal, introducerede en stil med dobbelt lead-/rytmeguitar, som mange efterfølgende metalband ville begynde at bruge. De okkulte sangtekster og visuelle effekter, som blev brugt af Black Sabbath, Uriah Heep og Black Widow, skulle vise sig at være meget indflydelsesrige; Led Zeppelin begyndte også at bruge sådanne elementer på deres fjerde album, udgivet 1971.
På den anden side af Atlanten var den skelsættende gruppe Grand Funk Railroad, "det mest kommercielt succesfulde amerikanske heavy metal band fra 1970 og indtil de opløstes i 1976, [de] etablerede 70'ernes succesformel: konstant turné." Der begyndte også at dukke andre band associeret med heavy metal op i USA, deriblandt Dust (første lp i 1971), Blue Öyster Cult (1972) og Kiss (1974). I Tyskland debuterede Scorpions med Lonesome Crow i 1972. Blackmore, som var sprunget ud som guitarvirtuos på Deep Purples Machine Head (1972), forlod gruppen i 1975 for i stedet at stifte Rainbow. Disse grupper "opbyggede" også deres publikum ved en konstant turneren og stadigt mere detaljerede sceneshow. Som beskrevet ovenfor er der diskussioner, om disse og andre tidlige band virkelig er "heavy metal" eller blot "hård rock". Generelt bliver de, som er tættere på musikkens bluesrødder, eller som fokuserer mere på melodi, nu kaldt hård rock. AC/DC, som debuterede med High Voltage i 1975, er et godt eksempel. Rolling Stone Encyclopedia of Rock & Roll fra 1983 beskriver bandet med "det australske heavy-metal band AC/DC..." Rockhistorikeren Clinton Walker skriver, "At kalde AC/DC et heavy metal band i 70'erne var lige så forkert som det ville være i dag.... [De] var et rock'n'roll band som tilfældigvis viste sig at være tungt nok til metal."
I andre tilfælde er der ingen tvivl. Efter Black Sabbath er det næste store eksempel det britiske Judas Priest, som debuterede med Rocka Rolla i 1974. I Christes beskrivelse var Black Sabbaths publikum
| Citat | ...efterladt til at måtte rode efter lyde med en lignende virkning. I midten af 1970'erne kunne heavy metals æstetik ses, som et mytisk monster, i Thin Lizzys tungsindige bas og avancerede dobbelte guitarer, i Alice Coopers sceneshow, i Queens varme guitar og pralende vokal og i Rainbows tordnende middelalderspørgsmål.... Judas Priest kom for at samle og forstærke disse forskellige hovedpunkter fra den hårde rocks lydpalet. For første gang blev heavy metal en sand genre i sig selv. | Citat |
|       | |       |

Selvom Judas Priest ikke fik et top-40-album i USA før 1980, var det for mange det definitive post-Sabbath heavy metal band; deres to guitarer med hurtigt tempo og en mere ren, metallisk lyd uden bluesrester, ville blive en stor indflydelse på senere bands. Mens heavy metal voksede i popularitet, var det langt fra alle anmeldere, som brød sig om det. Der blev protesteret mod metals brug af visuelt skuespil og andet pynt og kommercielle kneb, men det centrale kritikpunkt var dens musikalske og tekstmæssige tomhed: I en anmeldelse af et Black Sabbath-album i starten af 1970'erne beskrev den kendte anmelder Robert Christgau det som "kedeligt og dekadent... tåbelig, amoralsk udnyttelse."

### Mainstream-succes (sene 1970'ere – tidlige 1980'ere)
Punkrock kom frem i midten af 1970'erne som en reaktion mod samtidige sociale forhold såvel som tidens rockmusiks, og heavy metals, overdrevne fråseri. Salget af heavy metal-musik aftog voldsomt i slutningen af 1970'erne til fordel for punk, disko og mere populær rock. Da de store pladeselskaber fokuserede på punk, blev mange nyere britiske heavy metal-grupper inspireret af punkbevægelsens højenergiske lyd og DIY-attitude og begyndte selv at udgive deres musik uafhængigt til mindre fangrupper. Britiske musiktidsskrifter såsom NME og Sounds begyndte at lægge mærke til denne udvikling, og Sounds-skribenten Geoff Barton døbte den nye bevægelse "the New Wave of British Heavy Metal" ("den nye bølge af britisk heavy metal"). NWOBHM-band som Iron Maiden, Motörhead, Saxon, Diamond Head og Def Leppard gav heavy metal-genren ny energi. De fulgte Judas Priests eksempel og gjorde deres lyd "hårdere", reducerede blues-elementerne og satte i stigende grad fokus på hurtigt tempo. I 1980 brød NWOBHM ind i mainstream, og album af Iron Maiden, Motörhead og Saxon nåede ind på den britiske top 10. Det følgende år blev Motörhead bevægelsens første band, der kom til tops på den britiske hitliste med No Sleep 'til Hammersmith. Andre NWOBHM band, såsom Diamond Head og Venom, havde også en stor indflydelse på metals udvikling, selvom de kommercielt ikke klarede sig lige så godt. Venom blev i stedet pionerer indenfor en helt ny undergenre – black metal.
Den første generation af metalband gled efterhånden ud af rampelyset. Deep Purple var gået i opløsning, kort efter Blackmore forlod bandet i 1975, og Led Zeppelin opløstes i 1980. Black Sabbaths opvarmningsband Van Halen begyndte efterhånden også at stille Black Sabbath i skyggen til deres egne koncerter. Eddie Van Halen etablerede sig selv som en af æraens største metal-guitarvirtuose – hans solo på "Eruption," fra albummet Van Halen fra 1978, betragtes som en milepæl. Randy Rhoads og Yngwie J. Malmsteen blev også berømte virtuose og blev associeret med det, som senere ville blive kendt som neo-klassisk metal. Brugen af klassiske elementer blev anført af Blackmore og the Scorpions' Uli Jon Roth; denne næste generation udviklede sig til af og til at bruge klassiske guitarer med nylonstrenge, som Rhoads gør på "Dee" fra den tidligere Black Sabbath-forsanger Ozzy Osbournes første soloalbum, Blizzard of Ozz (1980).
Inspireret af Van Halens succes begyndte der at udvikle sig en metalscene i det sydlige Californien, specielt i Los Angeles, i de sene 1970'ere. Baseret omkring klubberne i L.A.'s Sunset Strip begyndte band som Quiet Riot, Ratt, Mötley Crüe og W.A.S.P. med indflydelse af de tidlige 1970'ere at indarbejde glam rockband som Alice Cooper og Kiss' teatralskhed (og nogle gange makeup). Disse glam metal band blev – sammen med lignende grupper som New Yorks Twisted Sister – en stor gruppering inden for metal og rockmusikkens bredere spektrum.
I kølvandet på NWOBHM og Judas Priests gennembrud British Steel (1980) blev heavy metal efterhånden mere populært i de tidlige 1980'ere. Mange metalmusikere nød godt af den eksponering de fik på MTV, som begyndte at sende i 1981 – salget toppede ofte, hvis et band fik sine videoer vist på kanalen. Def Leppards videoer til Pyromania (1983) gjorde dem superstjerner i USA, og Quiet Riot blev det første indenlandske band, som toppede Billboard med Metal Health (1983). En af de igangsættende begivenheder i metals voksende popularitet var US Festival i Californien i 1983, hvor "heavy metal day" med Ozzy Osbourne, Van Halen, Scorpions, Mötley Crüe, Judas Priest og andre havde det største publikum på hele den tre dage lange festival. Mellem 1983 og 1984 gik heavy metal fra at repræsentere otte procent af alle solgte plader i USA til tyve procent. Der blev oprettet flere store, professionelle magasiner tiltænkt genren, som Kerrang! (i 1981) og Metal Hammer (i 1984). I 1985 erklærede Billboard, at "Metal har udvidet sin publikumsbase. Metalmusik er ikke længere eksklusivt for mandlige teenagere. Metalpublikummet er blevet ældre (collegealderen), yngre (før-teen), og mere kvindeligt."
Ved midten af 1980'erne var glam metal dominerende på de amerikanske hitlister, musik-tv-kanaler og i koncerter. Nye band som Poison og New Jerseys Bon Jovi fik stor succes, mens Mötley Crüe og Ratt fastholdt deres succes. I 1987 startede MTV et show, Headbanger's Ball, udelukkende til heavy metal-videoer. Meget af metalpublikummet var dog begyndt at dele sig i faktioner, hvor dem i undergrundsmetal-scenerne ofte foretrak mere ekstrem metal frem for det, de kaldte "lite metal" eller "hair metal." Et band, som nåede forskellige former for publikum, var Guns N' Roses. I modsæting til deres samtidige inden for glam metal i L.A., blev de set som mere rå og farlige. Med udgivelsen af deres hit Appetite for Destruction (1987) "genopladede de Sunset Strip og holdt det næsten egenhændigt oppe i flere år." Det følgende år kom Jane's Addiction frem fra den samme L.A. hård-rock klubscene med deres album Nothing's Shocking. I en anmeldelse af albummet erklærede Rolling Stone, "så meget som noget andet eksisterende band er Jane's Addiction Led Zeppelins sande arvinger." Gruppen blev en af de første til at blive identificeret som "alternativ metal" – et begreb som ville komme til at blive rigtig kendt inden for det næste årti.

### Undergrundsmetal (1980'erne, 1990'erne og 2000'erne)
Mange undergenrer af heavy metal udviklede sig uden om den kommercielle hovedstrøm i 1980'erne. Der er gjort flere forsøg på at kortlægge undergrundsmetals mange genrer, bl.a. af Allmusic og anmelderen Garry Sharpe-Young. Sharpe-Youngs metalencyklopædi deler undergrundsmetallen op i fem store kategorier: thrash metal, dødsmetal, black metal, power metal og doom/gothic metal.

#### Thrash metal
Thrash metal kom frem i starten af 1980'erne under indflydelse af hardcore punk og New Wave of British Heavy Metal, specielt sange i den energiske stil, som kendes som hurtigmetal. Bevægelsen begyndte i USA, med de førende band i San Francisco Bay Area. Lyden, som blev udviklet af thrashgrupper, var hurtigere og mere aggressiv end de oprindelige metalband, og deres glam metal-arvingers. Peter Steel fra Type O Negative har beskrevet thrash som en form for "storbyens fordærvede musik" og rappens blege fætter.
Undergenren blev gjort kendt af "Thrash's Fire Store": Anthrax, Megadeth, Metallica og Slayer. Tre tyske band, Kreator, Sodom og Destruction, spillede en central rolle i udbredelsen til Europa. Andre, deriblandt Testament og Exodus fra San Francisco, Overkill fra New Jersey og Sepultura fra Brasilien, spillede også en stor rolle. Mens thrash begyndte som en undergrundsscene og forblev det i næsten et helt årti, begyndte bevægelsens ledende band at appellere til et bredere publikum. Metallica bragte genren ind i Billboards albumhitlistes top 40 i 1986 med Master of Puppets; to år senere blev bandets ...And Justice for All nummer 6, mens Megadeth og Anthrax havde top 40 plader.
Selvom de havde mindre kommerciel succes end de tre andre bands, udgav Slayer en af genrens definitive plader: Reign in Blood (1986) blev af Kerrang! beskrevet som "det tungeste album nogensinde." To årtier senere kaldte Metal Hammer det de sidste 20 års bedste album. Slayer fik tilhængere blandt ultrahøjreorienterede skinhead og er flere gange blevet beskyldt for at forherlige vold og nazisme. I starten af 1990'erne fik thrash sit gennembrud og udfordrede og redefinerede mainstreammetal. Metallicas album Metallica fra 1991 toppede Billboard hitlisten, Megadeths Countdown to Extinction (1992) blev nummer 2, Anthrax og Slayer kom ind på top 10, og album af regionale bands som Testament og Sepultura kom ind på top 100.

#### Dødsmetal
Thrash begyndte snart at udvikle sig om dele sig op i mere ekstreme metalgenrer. Ifølge Allmusic var det Slayers Reign in Blood, der "næsten egenhændigt inspirerede hele dødsmetalgenren (i det mindste på den amerikanske side af Atlanten)." NWOBHM bandet Venom var også en vigtig inspirator. Dødsmetalbevægelsen på begge sider af Atlanten begyndte at tage disse bands elementer af blasfemi og djævelskab til sig. Begrebet menes at have opstået med sangen "Death Metal," fra Seven Churches (1985), Bay Area bandet Possesseds debutalbum. Dødsmetal brugte thrash og hardcores tempo og aggressivitet, blandet med sangtekster om z-films slasher-vold og satanisme. Dødsmetalvokaler er typisk dystre, og involverer gutturale "death grunts," høje skrev og andre usædvanlige teknikker. Nedtunede, meget forvrængede guitarer følger den dybe, aggressive vokal sammen med ekstremt hurtige trommer, ofte med hurtig dobbelt-stortrommeri, blast beats og synkopering. Mange temposkift er også typiske.
Dødsmetal droppede generelt de tidligere metalstiles teatralskhed og brugte i stedet almindeligt hverdagstøj som slidte jeans og almindelige læderjakker. En undtagelse var Deicides Glen Benton, som brændte et omvendt kors på sin pande og bar rustning på scenen. Morbid Angel brugte en neofascistisk billedstil. Disse to grupper var, sammen med Death og Obituary, de ledende på den store dødsmetalscene, som kom frem i Florida i midten af 1980'erne. I Storbritannien kom den tæt forbundne grindcore-stil, anført af band som Napalm Death og Extreme Noise Terror, ud af anarkopunkbevægelsen. Ligeledes begyndte en scene at dukke op i Skandinavien, som spillede "skandinavisk dødsmetal" – ført af bands som Entombed og Dismember. Herudaf kom en melodisk dødsmetal, som blev spillet af svenske grupper som In Flames, Dark Tranquility og At the Gates. I 1990'erne begyndte amerikanske bands som Atheist og Cynic at udvise overraskende musikalske teknikker, som blev kendt som teknisk dødsmetal.

#### Black metal
Den første bølge af black metal kom frem i Europa i starten og midten af 1980'erne anført af det schweiziske Hellhammer og Celtic Frost og det svenske Bathory. I slutningen af 1980'erne kom en ny, hovedsagelig skandinavisk, bølge af bands med Mayhem, Burzum og Emperor i spidsen. Black metal varierer voldsomt i stil og produktionskvalitet, selvom de fleste grupper brugte skrigende og growlende vokaler, voldsomt forvrængede guitarer og en "mørk" atmosfære. Darkthrones trommeslager Fenriz forklarer, "Det havde noget at gøre med produktion, tekster, hvordan de klædte sig og en forpligtelse til at lave grimme, rå og uhyggelige ting. Der var ikke nogen fælles lyd." Sataniske temaer bliver ofte brugt i black metal, selvom mange bands får deres inspiration fra oldtidens hedenske religioner, og taler for en tilbagevenden til de værdier, der var før kristendommens indtog.
Mens Bathory inspirerede viking metal og folk metal musikken, blev andre skandinaviske black metal-band i de tidlige 1990'ere forbundet med flere voldelige begivenheder. I 1990 var Mayhem begyndt at bære corpsepaint til koncerter og fotosessioner. Mayhem og Burzum blev snart beskyldt for kirkeafbrændinger og satanisme. I 1991 havde pladeselskabernes ivrighed efter at finde dødsmetalband givet bagslag, og undergrunden begyndte i stedet at støtte grupper som modsatte sig udvandingen af deres scener. Gorgoroths sanger Gaahl har udtalt, at "Black metal var aldrig om at nå et publikum.... [Vi] havde en fælles fjende som, naturligvis, var kristendom, socialisme og alt hvad demokrati står for." Mordet på Mayhems Euronymous begået af Burzums Varg Vikernes i 1993 gjorde hele verden opmærksom på scenen.
I 1992 begyndte black metal-scener at dukke op i områder uden for Skandinavien, blandt andet i Tyskland, Frankrig og Polen. Omkring 1996, hvor mange af musikerne følte at genren var ved at stagnere, bevægede flere band, deriblandt Burzum og Beherit, sig hen mod dark ambient musik, mens Tiamat og Samael udforskede symfonisk black metal. Black metal trives stadig, og nogle mener, at genren har haft en tredje bølge. Denne "tredje bølge" af black metal henviser ofte til bands som Dimmu Borgir og Old Man's Child, selvom det andre gange blot bruges generelt om post-1996-band.

#### Power metal
I starten af 1990'erne samledes power metal scenen, mest som en reaktion på dødsmetals og black metals hårdhed. Stilen er især populær i Europa. Power metal fokuserer ofte på episke melodier og temaer som "appellerer til lytterens fornemmelse for tapperhed og elskelighed ." Prototypen på power metal blev etableret i midten og slutningen af 1980'erne af det tyske Helloween, som kombinerede de powerriff, melodiske musik og høje, "rene" sangstil fra band som Judas Priest og Iron Maiden med thrashs tempo og energi og "krystalliserede lydingredienserne til det, som ny er kendt som power metal." New Yorks Manowar og Virgin Steele var pionerer i USA. Yngwie J. Malmsteens Rising Force (1984) gjorde den ultrahurtige el-guitar-teknik "shredding" populær, og var derudover en af de første til at smelte elementer fra klassisk musik ind i heavy metal, hvilket også har haft stor indflydelse på power metal.
Traditionelle power metal-band som det svenske HammerFall og det britiske DragonForce har en lyd, som er relativt tæt på den klassisk heavy metal. Mange senere power metal-grupper, såsom den finske Nightwish, italienske Rhapsody of Fire og russiske Catharsis, har en keyboardbaseret, mere "symfonisk" klang og bruger endda nogle gange orkestre og operasangere. Power metal har opbygget sig en stor tilhængerskare i Japan og Sydamerika, hvor band som det brasilianske Angra og det argentinske Rata Blanca er populære.
Power metal er tæt beslægtet med progressiv metal, som bruger de avancerede kompositionsmæssige fremgangsmåder fra grupper som Rush og King Crimson. Denne stil kom frem i USA i starten og midten af 1980'erne med innovatorer som Queensrÿche, Fates Warning og Dream Theater. I 1990 udgav Queensrÿche albummet Empire som solgte til tredobbelt platin. Blandingen af progressiv og power metal vises tydeligt af New Jerseys Symphony X, hvis guitarist Michael Romeo er blandt de største anerkendte nutidige shredders. Sonata Arctica er et andet kendt band fra Finland, som også gør brug af meget staccato og legato (hurtig toneskift m.m). Sonata Arctica er power metal ligesom Dragonforce og Hammerfall.

#### Doom og gothic metal
Doom metal-bevægelsen begyndte at komme frem i midten af 1980'erne med grupper som Saint Vitus fra Californien, The Obsessed fra Maryland, Trouble fra Chicago og Candlemass fra Sverige. Bevægelsen droppede de andre metal-stilarters fokus på fart og satte i stedet deres musiks tempo voldsomt ned. Doom metal kan spore sine rødder tilbage til de tidlige Black Sabbath-album og indarbejder sangtemaer og musikalske fremgangsmåder, som stammer fra Black Sabbath, og disses samtidige som Blue Cheer, Pentagram og Black Widow. The Melvins har også haft stor indflydelse på doom metal og flere af dens undergenrer. Doom fokuserer på melodi, melankolsk tempo og en dyster stemning i forhold til mange andre former for metal.
Udgivelsen af Forest of Equilibrium, det britiske band Cathedrals debutalbum, i 1991 hjalp med at starte en ny bølge af doom metal. I samme periode begyndte den doom-death-fusion, som blev brugt af Paradise Lost, My Dying Bride og Anathema at udvikle sig til den europæiske gothic metal, med dens karakteristiske to vokalister, som i de norske Theatre of Tragedy og Tristania. Type O Negative fra New York indførte en amerikansk fortolkning af stilarten. Anført af det svenske band Therions brug af klassiske elementer videreudviklede noget gothic metal sig til symfonisk metal – heriblandt Virgin Black fra Australien, WeltenBrand fra Liechtenstein og Within Temptation fra Holland.
I USA kom sludge metal, som kombinerede doom metal og hardcorepunk, frem i slutningen af 1980'erne – Eyehategod og Crowbar var de førende grupper på den store sludgescene i Louisiana. Tidligt i det næste årti var californiske Kyuss og Sleep forgangsband inden for stoner metal, som var inspireret af de tidligere doom metal band, mens Seattles Earth hjælp med at udvikle drone metal undergenren. I slutningen af 1990'erne kom nye band som Goatsnake, med en klassisk stoner/doom-lyd, og Sunn O))), som krydsede grænserne mellem doom, drone og dark ambient-metal – New York Times sammenlignede deres lyd med "en indisk raga midt i et jordskælv". I 2006 kom Mastodon, hvis stil blander progressiv metal med sludge, ind på Billboard top 40 med Blood Mountain.

### Alternativ og nu metal (1990'erne og 2000'erne)
Metals dominans på hitlisterne i Nordamerika sluttede brat i starten af 1990'erne da grungeband som Nirvana og andre vandt frem, hvilket indvarslede gennembruddet for alternativ rock. Grungeband var blevet inspireret af heavy metals lyd, men droppede metalmusikkens overdrivelser. Glam metal gik efterhånden i glemmebogen, ikke kun takket være grunge, men også på grund af den stigende succes for den mere aggressive lyd spillet af band som Metallica og post-thrash groove metal bandet Pantera. Nogle få nye metalband havde succes i den første halvdel af årtiet – Panteras Far Beyond Driven toppede Billboard i 1994 – men i populært øjemed var metalmusikken død." Nogle ´grupper forsøgte at tilpasse sig det nye musikalske landskab. Metallica fornyede sin stil: Bandets medlemmer klippede deres hår og var i 1996 hovednavn på alternativ musikfestivalen Lollapalooza oprindelig stiftet af sangeren fra Jane's Addiction, Perry Farrell. Mens dette medførte en voldsom reaktion fra nogle af de trofaste fans, forblev Metallica et af verdens mest succesfulde band videre ind i det nye årtusinde.
Ligesom Janes Addiction falder mange af de populære tidlige 1990'er-grupper med rødder i heavy metal ind under overbegrebet "alternativ metal." Beskrivelsen blev brugt på et bredt spektrum af grupper, som blandede metal med andre stilarter, ikke kun med alternativ rock. Blandt de kendte alternativ metal-grupper er Alice in Chains fra Seattles grungescene, noise rock-inspirerede White Zombie og grupper som trækker på flere stilarter: Faith No More kombinerede deres alternative rock med punk, funk, metal og hip-hop; Primus sammensmeltede funk, punk, thrash metal og eksperimenterende musik. Tool blandede metal og progressiv rock; Ministry begyndte at inkorporere metal i dets industrialmusik; og Marilyn Manson gjorde noget lignende samtidig med at de brugte Alice Cooper-lignende chokeffekter. Alternativ metalband blev, selvom de ikke tilhørte nogen sammenhængende scene, forenet i deres ønske om at eksperimentere med metalgenren og deres forkastelse af glam metals æstetik (med White Zombies og Marilyn Mansons sceneshows som delvise undtagelser). Alternativ metals blanding af stilarter og lyde repræsenterede "de farverige resultater af at metal åbnede op for at møde verden udenfor."
I midten og slutningen af 1990'erne kom en ny bølge af amerikanske metalgrupper inspirerede af alternativ metalband og deres blanding af genrer. Disse nye grupper spillede "nu metal," og var blandt andre P.O.D., Korn, Papa Roach, Limp Bizkit, Slipknot og Linkin Park, som alle inkorporerede elementer lige fra hiphop til dødsmetal og beviste, at "pankulturel metal godt kunne betale sig." Nu metal fik populær succes gennem meget tid på MTV og Ozzy Osbournes introduktion af Ozzfest i 1996, som fik medierne til at tale om en genoplivning af heavy metal. Samme år udgav Korn Life Is Peachy, som blev det første nu metal album som nåede top 10; to år senere blev bandets Follow the Leader nummer 1. I 1999 bemærkede Billboard, at der var mere end 500 specielle metal-radioshow i USA, næsten tre gange så mange som ti år før. Mens nu metal var voldsomt populært i starten af 2000'erne, tog tilhængere af traditionel metal ikke specielt godt imod den nye genre. I 2005 begyndte nu metal-bølgen at aftage, selvom P.O.D. og Korn, såvel som nogle band med lignende stil, deriblandt System of a Down, forblev succesfulde.

### Nyeste udvikling (midten af 2000'erne - nu)
Metalcore, en oprindeligt amerikansk hybrid af thrash metal, melodisk dødsmetal og hardcore punk, kom kommercielt frem i 2002-2003. Den har rødder i den crossover thrash stilart som blev udviklet af grupper som Suicidal Tendencies og Stormtroopers of Death i midten af 1980'erne. Op gennem 1990'erne var metalcore mest et fænomen i undergrunden, men i 2004 var det blevet så populært, at Killswitch Engages The End of Heartache og Shadows Falls The War Within kom ind som nummer hhv. 21 og 20 på Billboard-albumhitlisten. Lamb of God kom ind i top 10 med Sacrament (2006). I de seneste år har metalcore band også haft store optrædener på Ozzfest og Download Festival.
I Europa, og specielt Tyskland og Skandinavien, var metal fortsat voldsomt populært i første årti efter millenium. Nyere bands som thrashbandet The Haunted, det melodiske dødsmetalband In Flames og power metal-gruppen HammerFall har alle nydt stor succes i de seneste år. I engelsktalende lande har man i 2000'erne brugt begrebet "retro-metal" til at beskrive grupper som den australske Wolfmother og engelske The Darkness. Både Wolfmothers 1970'er-metal-inspirerede eponyme debutalbum fra 2005 og The Darkness' 1980'er-metal-inspirerede Permission to Land (2003) solgte godt og blev vel modtaget af anmelderne.
I samme årti opstod en fusionsgenre, som kaldesdeathcore. Deathcore indarbejder elementer af death metal, hardcore punk og metalcore. Deathcore indeholder death metal riffs, hardcore punk breakdowns, growling og skingre vokaler. Deathcore bands omfatter blandt andre Whitechapel, Suicide Silence, Despised Icon og Carnifex.
I de tidlige 2010'ere udviklede metalcore sig til at anvende synthesizer og elementer, der normalt ikke findes i genren. Albummet Reckless & Relentless med det britiske band Asking Alexandria og The Devil Wears Prada's 2011 album Dead Throne blev begge kommercielle successer.
PÅ samme tid opstod "djent", som udspringer af standard progressive metal. Djent er teknisk kompleks, og anvender en tung distortion i guitar akkorderne samt synkoperede riffs og virtouose soli. Genren omfatter Periphery, Tesseract og Textures.

## Fodnoter
1. 1 2 3 4 5  Weinstein, Deena (december 1991). Heavy Metal: A Cultural Sociology. Lexington Books. ISBN 0-669-21837-5.
2. ↑  "Genre - Heavy Metal". All Music Guide. Hentet 17. marts 2007.
3. ↑  "Master of Rhythm: The Importance of Tone and Right-hand Technique," Guitar Legends, april 1997
4. 1 2  Walser, Robert (1993). Running with the Devil: Power, Gender, and Madness in Heavy Metal Music. Wesleyan University Press. ISBN 0-8195-6260-2
5. ↑  "Shaping Up and Riffing Out: Using Major and Minor Power Chords to Add Colour to Your Parts," Guitar Legends, april 1997, s. 97
6. ↑  Schonbrun, Marc (2006). The Everything Guitar Chords Book. Adams Media. ISBN 1-59337-529-8
7. ↑   se også afsnittet "klassisk indflydelse"
8. ↑  Marshall, Wolf. "Power Lord—Climbing Chords, Evil Tritones, Giant Callouses," Guitar Legends, april 1997
9. 1 2  Dunn, Sam (2005). "Metal: A Headbanger's Journey Arkiveret 7. august 2018 hos  Wayback Machine". Warner Home Video (2006).
10. ↑  Den første direkte forbydelse af intervallet lader til at have været ved udviklingen af Guido af Arezzos hexakkordale system, som gjorde Bb til en diatonisk tone, mere præcist som den 4. grad af hexakkordalen på F. Fra da af og indtil slutningen af renæssancen blev tritonus betragtet som et ustabilt interval og forkastet som konsonans
11. ↑  Kennedy, Michael (1985). The Oxford Dictionary of Music. Oxford University Press. ISBN 0-19-311333-3
12. ↑  I black metal er orgelpunkt dog sjældent en del af selve guitarriffet, men spilles snarere af bassen i baggrunden.
13. ↑  Fx. er Iron Maidens guitarsoli inspireret af bl.a. Johann Sebastian Bach, ligesom deres tekster ofte omhandler middelalderen
14. ↑  Den historiske klassiske musiks egentlige efterkommer er samtidsmusikken.
15. ↑  Cook, Nicholas, and Nicola Dibben (2001). "Musicological Approaches to Emotion," in Music and Emotion. Oxford University Press. ISBN 0-19-263188-8
16. ↑  Arnold (1983), s. 476; Sadie (1980), s. 666; Kennedy (1985), "Consecutive," s. 159
17. ↑  Weinstein (1991), s. 36
18. ↑  Weinstein (1991), s. 27
19. ↑  Appleford, Steve. "Odyssey of the Devil Horns". MK Magazine, 9. september 2004.
20. 1 2 3  Walser (1993), s. 9
21. ↑  Weinstein (1991), s. 18
22. ↑  Wilkerson (2006), s. 19.
23. 1 2 3  Walser (1993), s. 10
24. ↑  Weinstein (1991), s. 16
25. ↑  Charlton (2003), s. 232–33
26. ↑  Pozo, Carlos M. "Caucasion Power Blues Arkiveret 7. juli 2007 hos  Wayback Machine". Furious.com, august 1999.
27. ↑  Shade, Will. "Jimmy Page's Dubious Recording Legacy Arkiveret 6. august 2007 hos  Wayback Machine" Furious.com.
28. ↑  Blake (1997), s. 143
29. ↑  Selvom det ofte identificeres som "hård rock" blev bandets debutalbum, Mountain Climbing (1970), nummer 85 på listen over "Top 100 Metal Albums" samlet af Hit Parader i 1989. Grand Funk Railroads Survival (1971) blev nr. 72 (Walser [1993], s. 174).
30. ↑  Charlton (2003), s. 239
31. ↑  di Perna, Alan. "The History of Hard Rock: The 70's." Guitar World. Marts 2001.
32. ↑  Charlton (2003), s. 241
33. ↑  Pareles og Romanowski (1983), s. 225
34. ↑  Pareles og Romanowski (1983), s. 1
35. ↑  Walker (2001), s. 297
36. ↑  Christe (2003), s. 19–20
37. ↑  Walser (1993), s. 6
38. 1 2  Walser (1993), s. 11
39. ↑  Christgau (1981), s. 49
40. ↑  Christe (2003), s. 30, 33
41. ↑  Christe (2003), s. 33
42. ↑  Stephen Thomas Erlewine and Greg Prato. "Judas Priest". All Music Guide. Hentet 30. april 2007.
43. ↑  "Genre - New Wave of British Heavy Metal". All Music Guide. Arkiveret fra originalen 2. april 2012. Hentet 17. marts 2007.
44. ↑  Weinstein (1991), s. 44
45. ↑  Christe (2003), s. 25
46. ↑  Christe (2003), s. 51
47. ↑  Rivadavia, Eduardo. "Quiet Riot". All Music Guide.
48. ↑  Neely, Kim "Ratt Arkiveret 2. oktober 2007 hos  Wayback Machine". Rolling Stone.
49. ↑  Barry Weber & Greg Prato. "Mötley Crüe". All Music Guide.
50. ↑  Dolas, Yiannis. "Blackie Lawless Interview Arkiveret 1. maj 2008 hos  Wayback Machine" Rockpages.
51. ↑  Christe (2003), s. 55–57
52. ↑  Christe (2003), s. 79
53. ↑  Weinstein (1991), s. 45
54. ↑  Walser (1993), s. 12
55. ↑  Walser (1993), s. 12–13, 182 n. 35
56. 1 2  Walser (1993), s. 14
57. ↑  Christe (2003), s. 170
58. ↑  Christe (2003), s. 165
59. ↑  Steve Pond (20. oktober 1988). "Jane's Addiction: Nothing's Shocking". Rolling Stone. Arkiveret fra originalen 2. oktober 2007. Hentet 2007-05-01.
60. ↑  Weinstein (1991), s. 21
61. 1 2  "Genre – Thrash Metal Arkiveret 2. april 2012 hos  Wayback Machine". All Music Guide.
62. ↑  Moynihan, Søderlind (1998), s. 26
63. ↑  Metallica – Artist Chart History"; "Megadeth – Artist Chart History"; "Anthrax – Artist Chart History". Billboard.com.
64. ↑  "Lostprophets scoop rock honours". BBC News. 2006-08-25. Hentet 2007-01-10.
65. ↑  "Golden Gods Awards Winners". Metal Hammer. 2006-06-13. Hentet 2007-01-10.
66. ↑  Moynihan, Søderlind (1998), s. 30
67. ↑  O'Neil (2001), s. 164
68. ↑  Walser (1993), s. 15
69. ↑  Huey, Steve. "Reign in Blood – Review." Allmusic.com.
70. 1 2 3  Moynihan, Søderlind (1998), s. 27
71. 1 2  "Genre – Death Metal/Black Metal Arkiveret 25. april 2011 hos  Wayback Machine". All Music Guide.
72. 1 2  Moynihan, Søderlind (1998), s. 28
73. 1 2  "The History of Black Metal". Arkiveret fra originalen 28. september 2007. Hentet 16. juli 2007.
74. ↑  Christe (2003), s. 270
75. 1 2  Campion, Chris. "In the face of death". The Observer (UK), 20. februar 2005.
76. ↑  Moynihan, Søderlind (1998), s. 212
77. ↑  Christe (2003), s. 276
78. ↑  Moynihan, Søderlind (1998), s. 31
79. ↑  "High Society Magazine". burzum.com. Hentet fra Archive.org
80. ↑  Moynihan, Søderlind (1998), s. 271, 321, 326
81. ↑  Vikernes, Varg. "A Burzum Story: Part VI – The Music ". burzum.org, juli 2005. Hentet 4. april 2007.
82. ↑  "Is Black Metal Dead? Arkiveret 10. marts 2007 hos  Wayback Machine". Dark Legions Archive. Hentet 4. april 2007.
83. ↑  Genre – Symphonic Black Metal Arkiveret 11. juni 2020 hos  Wayback Machine. Allmusic.com.
84. ↑  "Genre – Power Metal Arkiveret 26. april 2005 hos  Wayback Machine". All Music Guide.
85. ↑  Christe (2003), s. 372
86. ↑  "Helloween – Biography". All Music Guide.
87. ↑  "Genre – Progressive Metal". All Music Guide.
88. ↑  Christe (2003), s. 345
89. ↑  "The History of Doom metal Arkiveret 24. marts 2010 hos  Wayback Machine". doom-metal.com.
90. ↑  Begrand, Adrien. "Blood and Thunder: The Profits of Doom". 15. februar, 2006. PopMatters.com.
91. 1 2  Wray, John. "Heady Metal". New York Times, 28. maj 2006.
92. ↑  Christe (2003), s. 347
93. ↑  Jackowiak, Jason. "Hex: Or Printing in the Infernal Method ". Splendid Magazine, september, 2005.
94. ↑  Christe (2003), s. 304–6
95. ↑  Weinstein (1991), s. 278
96. ↑  Christe (2003), s. 231
97. ↑  Birchmeier, Jason. "Pantera". Allmusic.com.
98. ↑  Christe (2003), s. 305
99. ↑  Christe (2003), s. 312
100. ↑  Christe (2003), s. 322
101. 1 2  "Genre - Alternative Metal". All Music Guide. Arkiveret fra originalen 13. februar 2011. Hentet 2007-03-26.
102. ↑  Christe (2003), s. 224
103. ↑  Christe (2003), s. 324–25
104. ↑  Christe (2003), s. 329
105. ↑  Christe (2003), s. 324
106. ↑  Christe (2003), s. 344
107. ↑  Christe (2003), s. 328
108. ↑  D'angelo, Joe (2003). "Nu Metal Meltdown". MTV.com. Arkiveret fra originalen 8. februar 2007. Hentet 2007-03-28.
109. ↑  Christe (2003), s. 184
110. ↑  "Killswitch Engage". Roadrunner Records. Hentet 17. marts 2007.
111. ↑  "Shadows Fall". Atlantic Records. Arkiveret fra originalen 27. september 2007. Hentet 17. marts 2007.
112. ↑  Wolfmother Arkiveret 8. marts 2007 hos  Wayback Machine. RollingStone, 2004.
113. ↑  The Darkness. All Music Guide.
114. ↑  allmusic.com Alex Henderson: "What is deathcore? ... it's essentially metalcore ... Drawing on both death metal and hardcore ..."
115. ↑  lambgoat.com "This is deathcore. This is what happens when death metal and hardcore, along with healthy doses of other heavy music styles, are so smoothly blended ..."
116. ↑  Lee, Cosmo. "Doom". AllMusic. Rovi Corporation.
117. ↑  Marsicano, Dan. "Rose Funeral – 'The Resting Sonata'". About.com. Arkiveret fra originalen 14. marts 2012. Hentet 19. november 2022.
118. ↑  Wiederhorn, Jon (september 2008). "Dawn of the Deathcore". Revolver. Future US (72): 63-66. ISSN 1527-408X. (Webside ikke længere tilgængelig))
119. ↑  "The Devil Wears Prada Post A Video Update For New Album". Metal Insider. 31. maj 2013.
120. 1 2  Bowcott, Nick. "Meshuggah Share the Secrets of Their Sound". Guitar World. Future US. Arkiveret fra originalen 17. maj 2016. (26 June 2011)
121. ↑  Angle, Brad. "Interview: Meshuggah Guitarist Fredrik Thordendal Answers Reader Questions". Guitar World. Future US. (23 July 2011)
122. ↑  Rivadavia, Eduardo. "Concealing Fate". Allmusic. Rovi Corporation.
123. ↑  "Djent, the metal geek's microgenre". The Guardian. 3 March 2011
124. ↑  GuitarWorld Staff Member. "TesseracT Unveil New Video". Guitar World. Future US. Hentet 17. oktober 2011. (16 March 2011)
125. ↑  Bland, Ben. "Textures – Dualism (Album Review)". Stereoboard.com. (3 October 2011)